# Chalemie

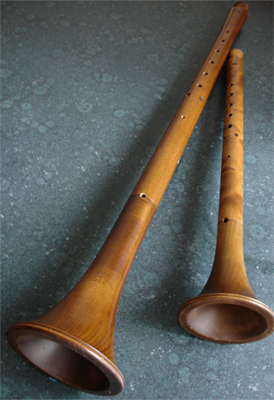
Deux chalemies de la Renaissance.

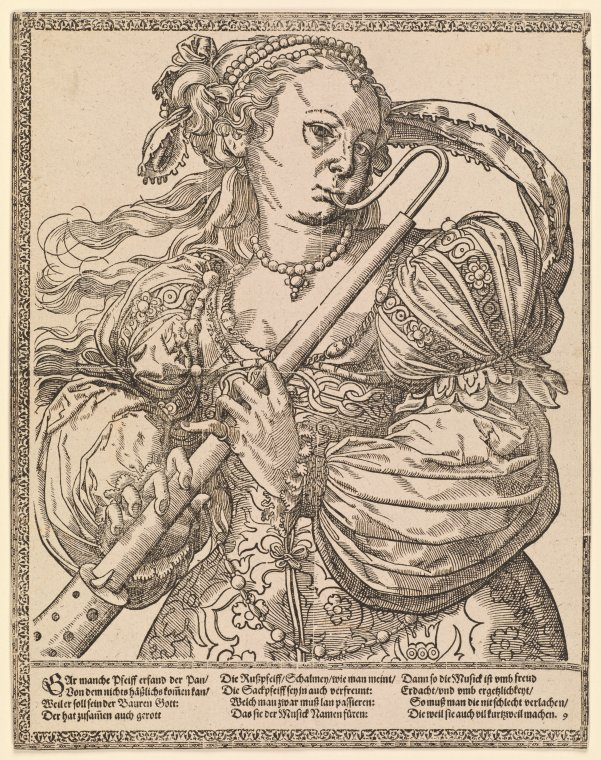
Femme jouant de la bombarde (Tobias Stimmer ca. 1500).

La chalemie ou chalémie est un instrument à vent et anche double de perce conique, de la famille du hautbois, très répandu au Moyen Âge et à la Renaissance. Originaire de l'Espagne musulmane, elle est proche des mizmars, zurna, rajtas et ghaitas. C'est le dessus (l'instrument le plus aigu) de la famille des hautbois anciens, qui fut enrichie durant la Renaissance par des instruments plus graves à clés qu'on appelle aujourd'hui "bombardes". Classée dans la typologie du Moyen Âge comme "haut instrument", elle est utilisée dans de nombreuses occasions cérémonielles et festives (entrées royales et princières, couronnements, bals, champs de bataille...), et est avec le violon l'instrument emblématique des ménétriers de l'Ancien Régime.

## Histoire
La détermination du diapason original des instruments conservés est difficile, car à ce jour aucun bocal ni aucune anche de l'époque n'a été retrouvée. L'expérimentation montre néanmoins que les instruments originaux fonctionnent correctement à un diapason proche de A = 464 Hz si l'instrument est considéré comme conçu en mi six trous bouchés (un demi-ton au-dessus du diapason moderne à 440 Hz), ou 520 Hz si l'instrument est considéré conçu comme en ré six trous bouchés (une tierce mineure au-dessus du diapason moderne). Dans tous les cas, l'usage d'un diapason haut concorde avec la vocation d'un tel instrument, dont le timbre clair et brillant devait pouvoir être perçu fort et loin, et représenter la puissance des princes qui les utilisaient. De nos jours, certains luthiers proposent des copies fidèles d'instruments conservés dans les musées, mais également des versions modifiées pour être jouées avec des instruments modernes à 440 Hz.
Au XVe siècle, on invente un instrument « alto » sonnant une quinte plus bas, aujourd'hui appelé en France bombarde Renaissance ou « taille de hautbois ». L'instrument possède une clé en métal protégée par un barillet en bois qu'on nomme la fontanelle. La formation mêlant chalemie, bombarde et cuivres (trompettes à coulisse ou saqueboute) est nommée alta capella et est représentée dans de très nombreuses iconographies dans toute l'Europe. Le terme « bombarde » est également utilisé de nos jours pour désigner des instruments populaires ayant un rapport organologique indirect avec l'instrument historique comme la bombarde bretonne. 
Au XVIe siècle, les progrès de la facture instrumentale permettent de concevoir des instruments plus grands et plus longs comme la bombarde ténor et la bombarde basse. La chalemie est alors utilisée en consort (ensemble de plusieurs tailles du même instrument), mais également avec des saqueboutes ou des bassons.
Durant la seconde moitié du XVIIe siècle, les familles Hotteterre et Philidor parviennent à transformer la chalemie pour la rendre plus flexible et plus chromatique et l'adapter aux goûts musicaux de la France de Louis XIV. C'est la naissance d'un instrument qu'on appelle de nos jours le « hautbois baroque », et qui la supplantera progressivement.
Parallèlement à ces pratiques polyphoniques savantes, la chalemie est également représentée durant tout le Moyen Âge et la Renaissance accompagnée d'une cornemuse, à l'image d'un couple bombarde et biniou.
De nos jours, la chalemie est principalement jouée par des instrumentistes abordant le répertoire spécifique du Moyen Âge et de la Renaissance, mais certains groupes comme Tri Yann n'hésitent pas à l'utiliser en musique folk rock.

## Étymologie

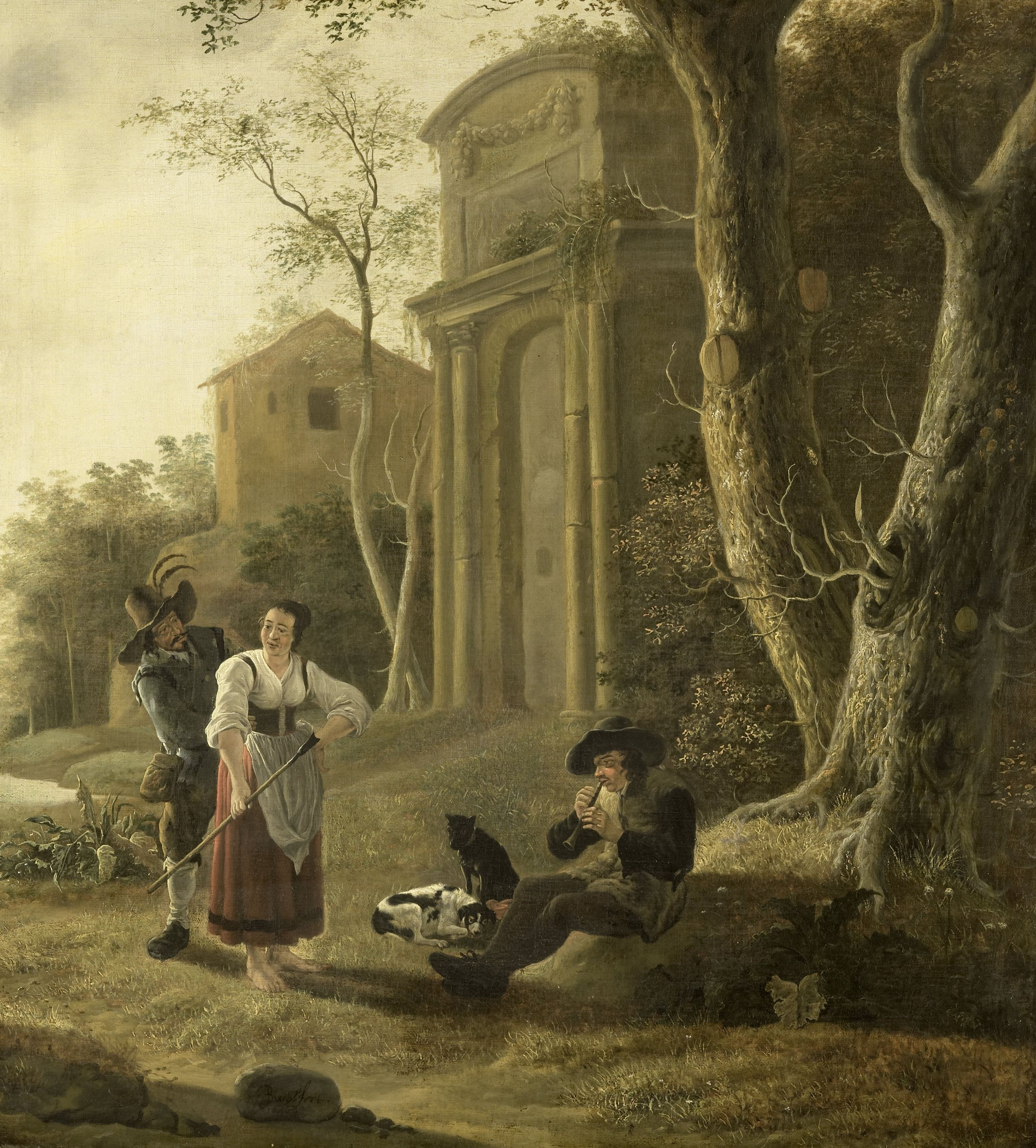
Berger jouant de la chalemie (1646), de Jan Baptist Wolfaerts (Rijksmuseum).

En ancien français, le nom chalemie et ses variantes chalemel et chalemeaux (le pluriel de chalemel) dérive du latin calamus ('roseau'), ou de son diminutif en latin vulgaire, calamellus et du grec κάλαμος (kalamos). (Le nom d'un instrument à anche simple et à perce cylindrique, le chalumeau, partage également cette étymologie).
En anglais, le nom shawm apparaît pour la première fois au XIVe siècle. Il existait à l'origine trois formes principales de variantes, (1) schallemele (shamulle ou shamble), (2) s(c)halmys (shalemeyes ou chalemyes, toutes formes plurielles en moyen anglais), et (3) sc(h)almuse (ou schalmesse), chacune dérivée d'une variante correspondante en ancien français : chalemel, chalemie, et chalemeaux.  Les premières formes plurielles étaient souvent confondues avec un singulier, et de nouveaux pluriels étaient formés à partir d'elles. La réduction ultérieure, aux 15e et 16e siècles, à une seule syllabe dans des formes telles que schalme, shaume, shawme, et enfin (au 16e siècle) shawm, est probablement due à cette confusion des formes plurielles et singulières.
En allemand, la chalemie est appelée Schalmei (ou pour les plus grands membres de la famille Bombard - également en anglais au 14ème siècle - corrompu plus tard en Bombhardt et finalement au XVIIe siècle en Pommer)[7]. Ceci est confirmé par les noms très similaires de nombreuses chalemies populaires utilisées comme instruments traditionnels dans diverses nations européennes : en Espagne, on trouve de nombreuses chalemies traditionnelles portant des noms différents, comme la dulzaina castillane, aragonaise et léonaise (parfois appelée chirimía, terme qui dérive du même mot de l'ancien français que chalémie) ; les chalemies valenciennes et catalanes (xirimia, dolçaina ou gralla) ou la gaita navarraise. Au Portugal, il existe un instrument appelé charamela ; et le nom de la chalemie italienne est ciaramella (ou : cialamello, cennamella).
Cependant, il est également possible que le nom provienne de l'arabe salamiya (سلامية), un hautbois traditionnel d'Égypte, car la chalemie européenne semble avoir été développée à partir d'instruments similaires apportés en Europe depuis le Proche-Orient à l'époque des croisades. Ce nom arabe est lui-même linguistiquement apparenté à de nombreux autres noms orientaux de l'instrument : le zamr arabe, le zūrnā turc, le surnāy persan, le suona chinois, le saruni javanais et le sahanai ou sanayi hindou.

## Calendrier
Le 30e jour du mois de messidor (des moissons) du calendrier républicain / révolutionnaire français est dénommé jour de la chalemie, généralement chaque 18 juillet du calendrier grégorien.

## Ensembles jouant des chalemies et hautbois anciens

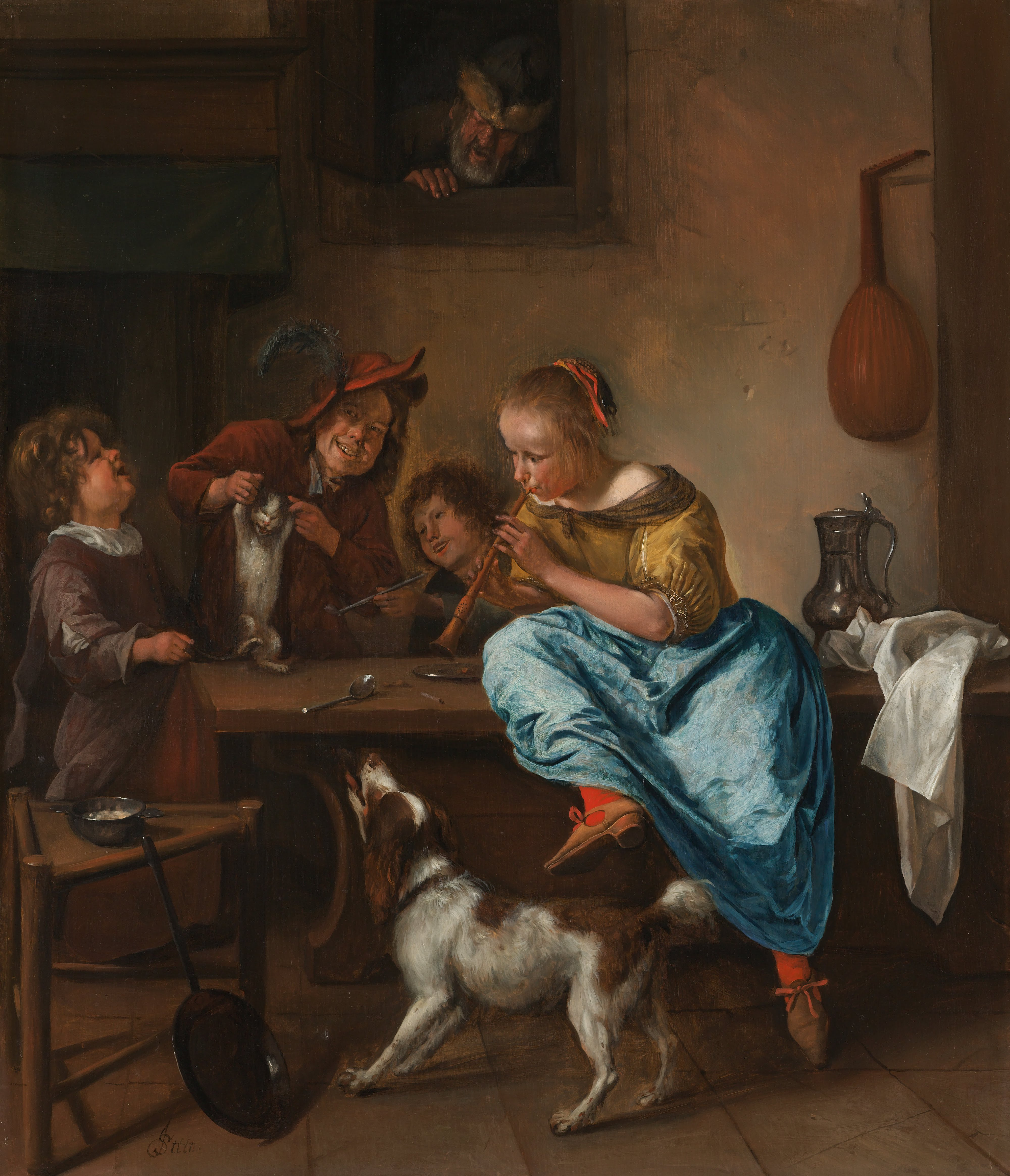
Sur le tableau de Jan Steen, Enfants apprenant à un chat à danser, une jeune fille joue de la chalemie.

### France
- Doulce Mémoire
- Le Banquet du Roy
- Into the Winds

### Europe
- Les Haulz et Les Bas
- Capella de la Torre
- Alta Bellezza